# Lambis truncata
Lambis truncata là một loài ốc biển, là động vật thân mềm chân bụng sống ở biển trong họ Strombidae.

## Phụ loài
Phụ loài của Lambis truncata gồm:
- Lambis truncata truncata (Humphrey, 1786)[1]
- Lambis truncata sebae (Kiener, 1843)[1]

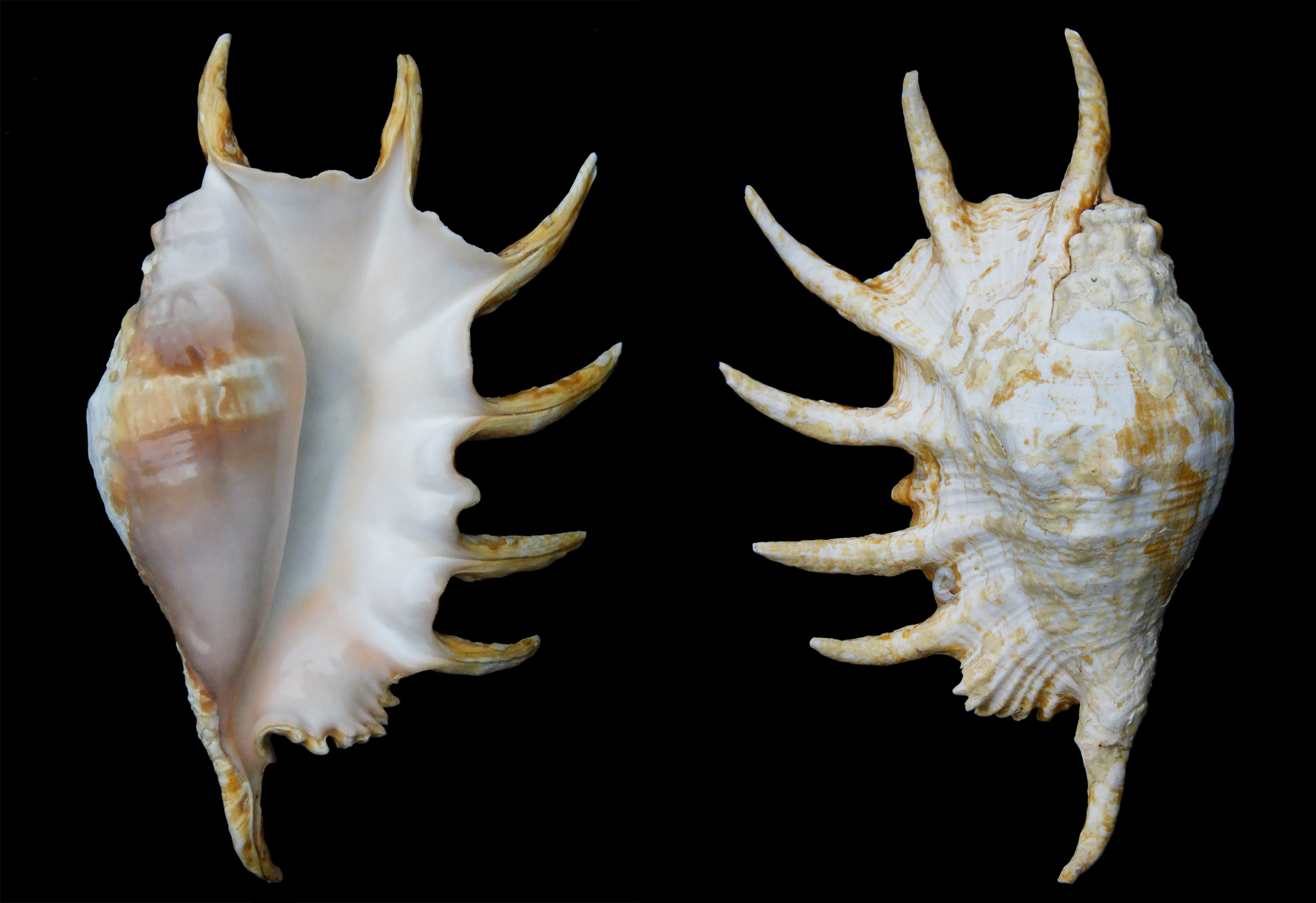
Vỏ Lambis truncata truncata.

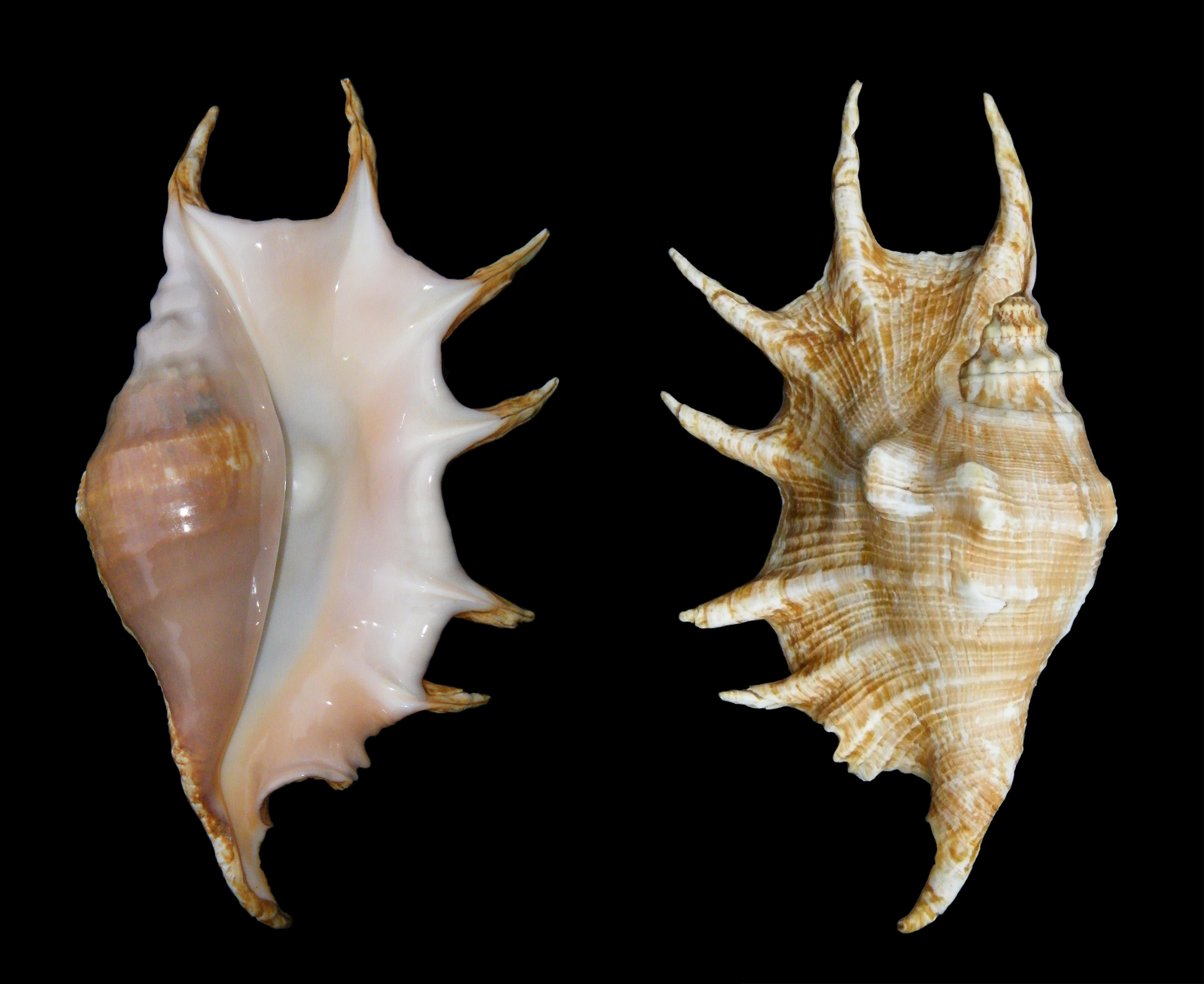
Vỏ Lambis truncata sebae.

## Miêu tả
Lambis truncata là loài lớn nhất và nặng nhất của ốc vỏ nhện, đến 40 cm. Lambis truncata giống như Lambis lambis nhưng với một a more squarish outline. Vỏ con non hơn có màu trắng kem; columella và môi thường là màu hoa cà nâu khi già hơn.

## Phân bố
Phân bố của Lambis truncata bao gồm Ấn Độ Dương:
- Aldabra[1]
- Chagos[1]
- Madagascar[1]
- Mauritius[1]
- Tanzania[1]

## Hình ảnh

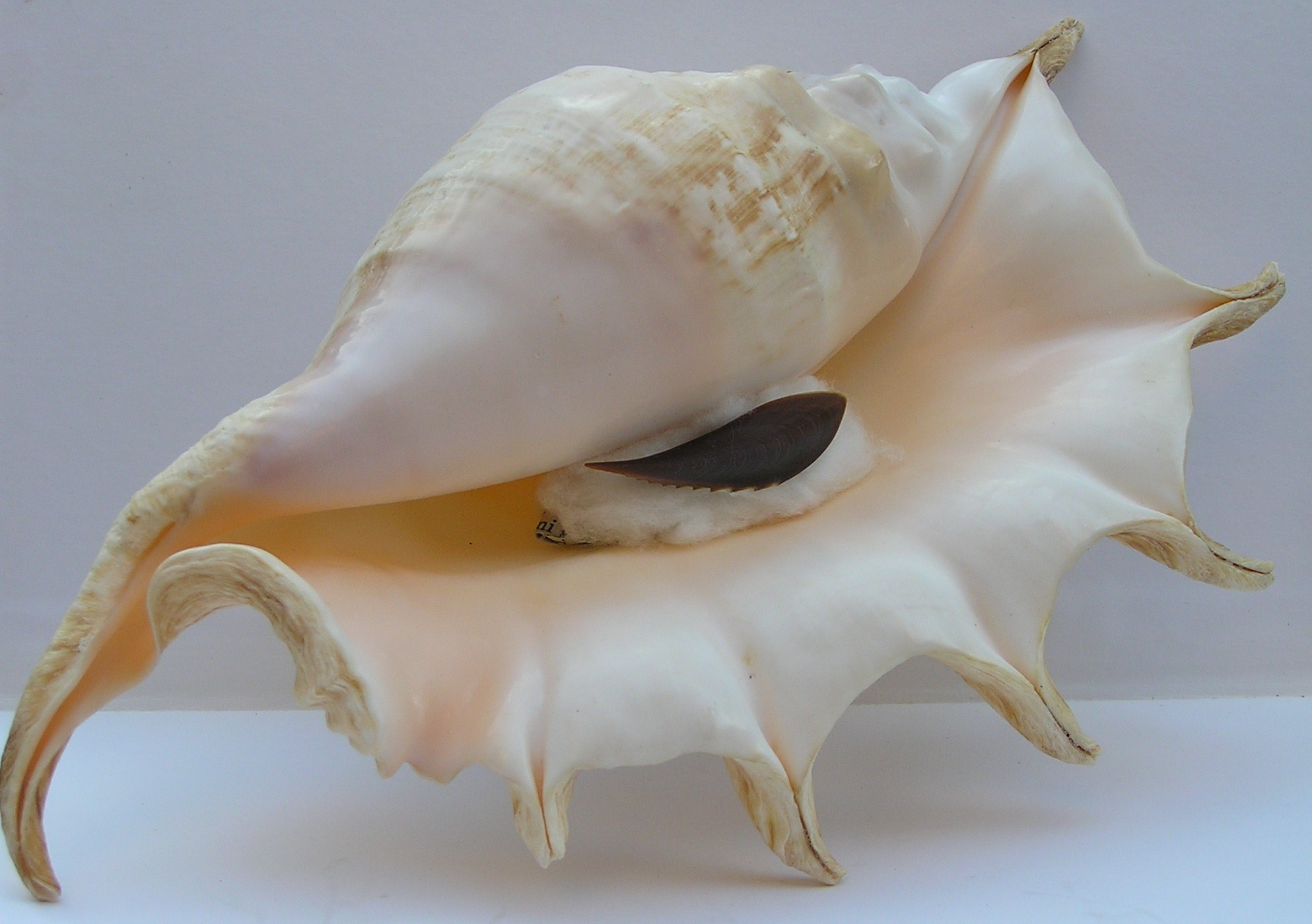
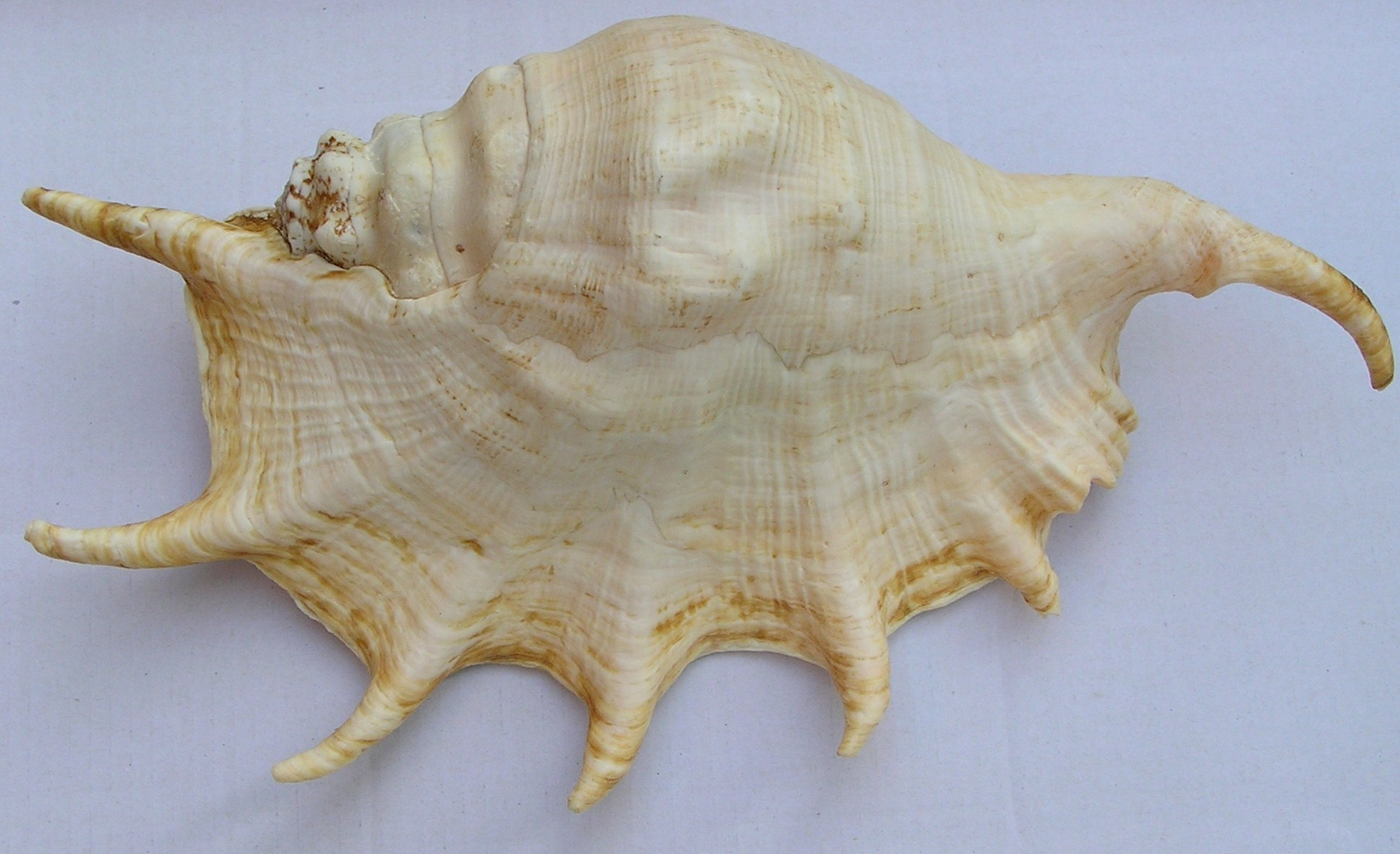